# Maurice Compte
Maurice Compte (New Orleans, 1979) is een Amerikaans acteur van Cubaanse afkomst. Hij is bekend van televisierollen als Gaff in Breaking Bad en als kolonel Horacio Carrillo in Narcos. Op het witte doek maakte hij zijn acteerdebuut met de film The Substitute als Tay. Ook speelde hij op het witte doek rollen als Santiago "Big Evil" Flores in End of Watch en rechercheur Benny "Borracho" Magalon in Den of Thieves.